# Struthio camelus domesticus
El avestruz doméstico, cuello negro o african black (Struthio camelus domesticus), es un mestizaje[cita requerida] desarrollado a partir de las subespecies Struthio camelus camelus y Struthio camelus australis, por lo tanto, no existe en la naturaleza.

## Descripción
De tamaño menor a las otras subespecies de avestruces, posee un comportamiento menos agresivo, lo que permite un manejo más fácil en los criaderos y en la industria del avestruz.

## Domesticación
La domesticación y ganadería de avestruces puede ir dirigida hacia la producción de carne, piel, plumas y huevos. Sobre la base de estas producciones, el avestruz es explotado a lo largo de todo el mundo, siendo un animal que se adapta bien a los diferentes climas. Algunos países productores son: Sudáfrica, Namibia, Israel, Australia, Estados Unidos, Canadá, Francia, España, Gran Bretaña, Holanda, Bélgica, Alemania, Italia, Ucrania.

## referencias
1. ↑  Strutsitarha Ketolan Tila
2. ↑  Strawberry season has started - The Elephant Mum

- Datos: Q124665283